# Nombre 176
El nombre 176 (CLXXVI) és el nombre natural que segueix el nombre 175 i precedeix el nombre 177.
La seva representació binària és 10110000, la representació octal 260 i l'hexadecimal B0.
La seva factorització en nombres primers és 24×11; altres factoritzacions són 1×176 = 2×88 = 4×44 = 8×22 =11×16.